# Ernst Schroeder (Maler)
Ernst Georg Horst Schroeder (* 15. Juli 1928 in Stettin; † 11. Dezember 1989 in Hamburg) war ein deutscher Maler und Grafiker.

## Leben
Ernst Schroeder wuchs als Sohn des Kapitäns Waldemar Schroeder in Stettin auf. 1945 wurde die Familie in der Folge des Zweiten Weltkriegs aus Swinemünde vertrieben, und Schröder kam nach Bansin.
Bis dahin hatte er autodidaktisch gemalt. Auf Empfehlung des Arztes und Kunstsammlers D. Uebe begann er ein Kunststudium. Von 1949 bis 1954 studierte Schroeder bei Max Kaus und als Meisterschüler von Max Pechstein an der Hochschule für Bildende Künste Berlin. Danach arbeitete er als Krankenpfleger und Dachdecker in Hamburg. 1956 unternahm er eine Studienreise nach Paris.
Von 1956 bis 1958 war er an der Deutschen Akademie der Künste in Ost-Berlin Meisterschüler bei Otto Nagel und Heinrich Ehmsen und gehörte er dem Verband Bildender Künstler der DDR an.
Die Sommer verbrachte er oft auf Usedom. Er wurde gut bekannt mit den Malern Otto Manigk, Otto Niemeyer-Holstein, Rose Kühn und Herbert Wegehaupt. Freundschaft und gemeinsame Arbeit verbanden ihn mit den Künstlern Robert Rehfeldt, mit dem er ein Atelier teilte, Manfred Böttcher, Harald Metzkes, Gottfried Uwe Richter und Werner Stötzer. 1958 zog Schroeder nach Hamburg. Am Ende seines Lebens wohnte er bei seiner Mutter in Nienburg. Der größte Teil der in Berlin entstandenen Arbeiten wurde von Rehfeldt aufbewahrt.

## Ausstellungen (mutmaßlich unvollständig)

### Einzelausstellungen
- 1986 Neubrandenburg, Haus der Kultur und Bildung
- 1990 Altenburg, Staatliches Lindenau-Museum
- 1990 Berlin, Ephraim-Palais
- 1990 Rostock, Kunsthalle
- 1992 Neustrelitz, Galerie refugium
- 1992 Schwerin, Galerie am Pfaffenteich
- 1992 Kulturamt Weißensee „Brechthaus“
- 1996 Berlin, Galerie Parterre
- 2013 Koserow, Museum Atelier Otto Niemeyer-Holstein[1]
- 2014/2015 Dresden, Leonhardi-Museum

### Teilnahme an Gruppenausstellungen
- 1977: Weimar, Kunsthalle am Theaterplatz („Das Aquarell in fünf Jahrhunderten. Schätze der Kunstsammlungen zu Weimar“)
- 1980: Berlin, Galerie am Prater („Retrospektive Berlin“)
- 1984: Berlin, Galerie am Prater („Frühe Werke III“)
- 1987: Berlin, Ephraim-Palais („Das Bild der Stadt Berlin von 1945 bis zur Gegenwart“)
- 1998: Berlin, Galerie am Prater („25 Jahre Galerie am Prater“)

## Werke
1973 erwarb die „Sammlung der Zeichnungen“, seinerzeit dem Kupferstichkabinett der Staatlichen Museen Berlin angeschlossen, fünf Blätter.
Das Gemälde Berliner Menagerie befindet sich seit 1987 in der Nationalgalerie Berlin.
1998 kaufte das Lindenau-Museum die Werke Billardkneipe (um 1956/1958), Stilleben mit grünen Birnen (undatiert) und Stilleben mit Mühlen (um 1953) sowie drei weitere Zeichnungen von Schroeder an.
Im Besitz des Pommerschen Landesmuseums befindet sich Schroeders Gemälde Hamburger Hafen (um 1951, Öl auf Schichtenpappe) und in der Kunstsammlung Neubrandenburg Küste mit Dampfer (verso: Stilleben mit Pflaumenkorb in Scheune, undatiert, Öl auf Pappe, 72,5 × 97,5 cm).